# Наганума, Кэн
Кэн Наганума (яп. 長沼 健 Наганума Кэн, 5 сентября 1930, Хиросима — 2 июня 2008, Япония) — японский футболист и тренер.

## Карьера

### Клубная
На протяжении своей футбольной карьеры выступал за клуб «Фурукава Электрик».

### В сборной
С 1954 по 1961 год сыграл за национальную сборную Японии 4 матча, в которых забил 1 гол. Также участвовал в Олимпийских играх 1956 года.

## Личная жизнь
6 августа 1945 года пережил атомную бомбардировку Хиросимы.

## Статистика за сборную
| Сборная Японии | Сборная Японии | Сборная Японии |
| Год            | Матчи          | Голы           |
| -------------- | -------------- | -------------- |
| 1954           | 2              | 1              |
| 1955           | 0              | 0              |
| 1956           | 0              | 0              |
| 1957           | 0              | 0              |
| 1958           | 1              | 0              |
| 1959           | 0              | 0              |
| 1960           | 0              | 0              |
| 1961           | 1              | 0              |
| Итого          | 4              | 1              |

## Достижения
- Кубок Императора; 1960, 1961, 1964